# Rhin-et-Moselle (departamento)
Rhin-et-Moselle (em alemão: Rhein-und-Mosel) foi um departamento do Primeiro Império Francês no território da atual Alemanha. Nomeado a partir dos rios Reno e Mosela, foi constituído em 1798, quando a margem esquerda do Reno foi anexada pela França. Até a ocupação francesa, seu território era dividido entre o Arcebispado de Colônia, o Arcebispado de Tréveris, e o Eleitorado do Palatinado. O seu território faz agora parte dos estados alemães da Renânia-Palatinado e da Renânia do Norte-Vestefália. Sua capital era Koblenz.
O departamento foi subdividido nos seguintes arrondissements e cantões (situação em 1812):
- Koblenz: Koblenz, Andernach, Boppard, Cochem, Kaisersesch, Lutzerath, Mayen, Münstermaifeld, Polch, Rübenach, Treis e Zell.
- Bonn: Bonn (2 cantões), Adenau, Ahrweiler, Remagen, Rheinbach, Ulmen, Virneburg e Wehr.
- Simmern: Simmern, Bacharach, Kastellaun, Kirchberg, Kirn, Kreuznach, Sankt Goar, Sobernheim, Stromberg e Trarbach.

Sua população em 1812 era 269.700 habitantes e sua área era de 588.419 hectares.
Após a derrota de Napoleão, em 1814, o departamento tornou-se parte da Prússia.